# Anton Amielczanka
Anton Amielczanka (biał. Антон Амельчанка, ros. Антон Демьянович Амельченко, Anton Diemjanowicz Amielczienko; ur. 27 marca 1985 w Homlu, Białoruska SRR) – białoruski piłkarz, grający na pozycji bramkarza, reprezentant Białorusi. Od 2016 roku jest zawodnikiem białoruskiego Biełszyna Bobrujsk.